# Lagtima riksdagen 1871
Lagtima riksdagen 1871 ägde rum i Stockholm.
Riksdagens kamrar sammanträdde i gamla riksdagshuset den 16 januari 1871. Riksdagsarbetet inleddes ceremoniellt genom riksdagens högtidliga öppnande i rikssalen på Stockholms slott. Riksdagen avslutades den 20 maj 1871.